# Himalcoelotes bursarius
Himalcoelotes bursarius là một loài nhện trong họ Amaurobiidae.
Loài này thuộc chi Himalcoelotes. Himalcoelotes bursarius được Jia-Fu Wang miêu tả năm 2002.